# Élections régionales de 2015 à Brême
Les élections régionales de 2015 à Brême (en allemand : Bürgerschaftswahl in Bremen 2015) se tiennent le dimanche 10 mai 2015, afin d'élire les 83 députés de la 19e législature du Bürgerschaft, pour un mandat de quatre ans.
Le scrutin voit une nouvelle victoire du SPD, au pouvoir sans interruption depuis 70 ans, mais il perd près d'un cinquième de son groupe parlementaire. La coalition avec les Grünen est reconduite, sous l'autorité du nouveau président du Sénat social-démocrate Carsten Sieling, qui remplace Jens Böhrnsen après dix ans de mandat.

## Contexte
Lors des élections régionales du 22 mai 2011, le Parti social-démocrate d'Allemagne (SPD) arrive une nouvelle fois en tête dans ce Land qui constitue l'un de ses bastions, totalisant 38,6 % des voix.
Le président du Sénat Jens Böhrnsen est alors reconduit dans ses fonctions et confirme sa coalition avec l'Alliance 90 / Les Verts (Grünen), devenue au cours de ce scrutin la deuxième force politique régionale. Les écologistes devancent ainsi l'Union chrétienne-démocrate d'Allemagne (CDU), troisième parti du Land, première formation d'opposition et alliés des sociaux-démocrates entre 1995 et 2007.
Le Parti libéral-démocrate (FDP) ne parvient pas à dépasser le seuil électoral et se retrouve à nouveau sans représentation au sein du Bürgerschaft.

## Mode de scrutin
Le Bürgerschaft est constitué de 83 députés (en allemand : Mitglied des Bürgerschaft, MdB), élus pour une législature de quatre ans au suffrage universel direct et suivant le scrutin proportionnel de Sainte-Laguë. Le droit de vote est ouvert à partir de 16 ans révolus.
Chaque électeur dispose de cinq voix, qu'il peut attribuer à une ou plusieurs listes de candidats présentés par les partis politiques au niveau de la circonscription, ou à un ou plusieurs candidats selon les règles du panachage et du vote cumulatif. Le Land compte deux circonscriptions : Brême et Bremerhaven.
Lors du dépouillement, les 68 sièges de Brême et les 15 sièges de Bremerhaven sont répartis en fonction des voix récoltées au niveau de la ville, à condition qu'un parti ait remporté 5 % des voix au niveau de la circonscription concernée.

## Campagne

### Principaux partis
| Parti | Parti                                                                              | Chef de file                              | Résultat en 2011           |
| ----- | ---------------------------------------------------------------------------------- | ----------------------------------------- | -------------------------- |
|       | Parti social-démocrate d'Allemagne Sozialdemokratische Partei Deutschlands         | Jens Böhrnsen (Président du Sénat)        | 38,6 % des voix 36 députés |
|       | Alliance 90 / Les Verts Bündnis 90/Die Grünen                                      | Karoline Linnert (Sénatrice aux Finances) | 22,5 % des voix 21 députés |
|       | Union chrétienne-démocrate d'Allemagne Christlich Demokratische Union Deutschlands | Elisabeth Motschmann                      | 20,4 % des voix 20 députés |
|       | Die Linke                                                                          | Kristina Vogt                             | 5,6 % des voix 5 députés   |
|       | Citoyens en colère Bürger in Wut                                                   | Jan Timke                                 | 3,7 % des voix 1 député    |

### Sondages
| Institut                | Date       | CDU    | SPD    | Verts  | FDP   | Linke | AfD   | BiW   |
| ----------------------- | ---------- | ------ | ------ | ------ | ----- | ----- | ----- | ----- |
| Institut                | Date       |        |        |        |       |       |       |       |
| Forschungsgruppe Wahlen | 07/05/2015 | 23,0 % | 36,0 % | 15,0 % | 6,5 % | 8,5 % | 5,0 % | 3,0 % |
| Infratest dimap         | 30/04/2015 | 22,0 % | 37,0 % | 16,0 % | 6,0 % | 8,0 % | 5,0 % | 3,0 % |
| Forschungsgruppe Wahlen | 30/04/2015 | 23,0 % | 37,0 % | 15,0 % | 5,0 % | 9,0 % | 5,0 % | 3,0 % |
| INSA                    | 23/04/2015 | 25,0 % | 37,0 % | 12,0 % | 6,0 % | 9,0 % | 5,0 % | 3,0 % |
| Infratest dimap         | 18/04/2015 | 23,0 % | 38,0 % | 16,0 % | 5,0 % | 6,0 % | 5,0 % | 3,0 % |
| Forschungsgruppe Wahlen | 26/06/2014 | 26,0 % | 40,0 % | 16,0 % | –     | 8,0 % | 3,0 % | –     |
| Emnid                   | 14/02/2014 | 21,0 % | 37,0 % | 17,0 % | 3,0 % | 9,0 % | 5,0 % | –     |
| Dernières élections     | 22/05/2011 | 20,4 % | 38,6 % | 22,5 % | 2,4 % | 5,6 % | –     | 3,7 % |

## Résultats

### Voix et sièges
| Parti                             | Parti                                        | Voix    | Voix  | Sièges  | Sièges        | Sièges | Sièges | Sièges |
| Parti                             | Parti                                        | Votes   | %     | Députés | +/-           |        |        |        |
| --------------------------------- | -------------------------------------------- | ------- | ----- | ------- | ------------- | ------ | ------ | ------ |
|                                   | Parti social-démocrate d'Allemagne (SPD)     | 383 509 | 32,82 | 29      | 7             |        |        |        |
|                                   | Union chrétienne-démocrate d'Allemagne (CDU) | 261 929 | 22,42 | 20      | en stagnation |        |        |        |
|                                   | Alliance 90 / Les Verts (Grünen)             | 176 807 | 15,13 | 14      | 7             |        |        |        |
|                                   | Die Linke (Linke)                            | 111 485 | 9,54  | 8       | 3             |        |        |        |
|                                   | Parti libéral-démocrate (FDP)                | 76 754  | 6,57  | 6       | 6             |        |        |        |
|                                   | Alternative pour l'Allemagne (AfD)           | 64 368  | 5,51  | 5       | Nv            |        |        |        |
|                                   | Citoyens en colère (BiW)                     | 37 759  | 3,23  | 1       | en stagnation |        |        |        |
|                                   | Die PARTEI                                   | 21 888  | 1,87  | 0       | Nv            |        |        |        |
|                                   | Parti des pirates (PIRATEN)                  | 17 773  | 1,52  | 0       | en stagnation |        |        |        |
|                                   | Parti de protection des animaux (Tiersch.)   | 13 910  | 1,19  | 0       | Nv            |        |        |        |
|                                   | Parti national-démocrate d'Allemagne (NPD)   | 2 170   | 0,19  | 0       | en stagnation |        |        |        |
|                                   |                                              |         |       |         |               |        |        |        |
| Votes valides                     | Votes valides                                | 236 899 | 96,87 |         |               |        |        |        |
| Votes blancs et nuls              | Votes blancs et nuls                         | 7 428   | 3,13  |         |               |        |        |        |
| Total                             | Total                                        | 244 558 | 100   | 83      | en stagnation |        |        |        |
| Abstentions                       | Abstentions                                  | 243 041 | 49,84 |         |               |        |        |        |
| Nombre d'inscrits / participation | Nombre d'inscrits / participation            | 487 599 | 50,16 |         |               |        |        |        |

### Analyse
Avec un taux de participation tombé à 50,2 % des inscrits, ces élections établissent le record d'abstention lors d'élections régionales dans un Land de l'Ouest du pays depuis 1945. Le 21 décembre 2015, sept mois après la tenue du scrutin, la justice ordonne une correction des résultats qui donne un siège de plus à l'AfD au détriment du SPD.

### Conséquences
Jens Böhrnsen décide alors de pas se porter candidat un nouveau mandat de président du Sénat. Le député fédéral Carsten Sieling est ensuite choisi par le Parti social-démocrate pour le remplacer à ce poste à la tête de la coalition rouge-verte reconduite.